# IC 1206
IC 1206 ist eine Spiralgalaxie vom Hubble-Typ Sab im Sternbild Herkules am Nordsternhimmel. Sie ist schätzungsweise 456 Millionen Lichtjahre von der Milchstraße entfernt.
Das Objekt wurde am 3. Juni 1888 von Lewis Swift entdeckt.